# Gare de Jatxou
Ne doit pas être confondu avec Gare d'Ustaritz - Jatxou.
La gare de Jatxou est une gare ferroviaire française de la ligne de Bayonne à Saint-Jean-Pied-de-Port, située sur le territoire de la commune d'Ustaritz, à proximité immédiate de la commune de Jatxou, précisément du côté Est de la Nive, face au bourg d'Ustaritz et au pied de celui de Jatxou, dans le département des Pyrénées-Atlantiques, en région Nouvelle-Aquitaine.
Elle est mise en service en 1930 par la compagnie des chemins de fer du Midi.
C'est une halte voyageurs de la  Société nationale des chemins de fer français desservie par des trains TER Nouvelle-Aquitaine.

## Situation ferroviaire
Établie à 12 mètres d'altitude, la gare de Jatxou est située au point kilométrique (PK) 211,485 de la ligne de Bayonne à Saint-Jean-Pied-de-Port (voie unique), entre les gares d'Ustaritz et de Halsou - Larressore.

## Histoire
En 1911, le conseil général émet un vœu pour l'ouverture d'une halte au passage à niveau de Chopolo. Cette demande vient d'une délibération du conseil municipal de la commune d'Ustaritz qui indique que cela fait longtemps qu'elle fait cette demande et qu'elle a déjà proposé de participer aux dépenses d'établissement. L'argumentaire relève plusieurs points susceptibles d'obtenir un avis favorable : située à 1 500 mètres de la gare d'Ustaritz et à 2 000 m de celle d'Halsou, la nouvelle gare permettrait de desservir une importante partie de la population de la commune et desservirait également Jatxou, qui est la seule commune traversée par la voie ferrée à ne pas avoir de halte. D'autre part, la gare d'Ustaritz, qui est placée dans un point bas, a ses abords régulièrement inondés en période de crues, au point de rendre impraticables ses accès. L'emplacement du passage à niveau de Chopolo a l'avantage d'être sur un point haut.
Le conseil général constate en 1914 que la compagnie a refusé la création uniquement pour des questions financières, et renouvelle donc son vœu en faisant appel à la « bienveillance » de la compagnie du Midi.
Le 25 février 1930 paraît en rubrique Ministère des travaux publics, dans le journal officiel de la République Française, une proposition d'ouverture de deux arrêts, dont l'un nommé « Jatxou » est situé entre la gare d'Ustaritz et la halte d'Halsou - Larressore. Cela concerne uniquement le service des voyageurs et des bagages en provenance ou à destination des gares et haltes comprises entre Bayonne et Cambo-les-Bains. Les conditions de ce service sont indiquées dans une annexe au livret des haltes du réseau qui sont soumises à l'homologation ministérielle.
Fin 2019, le nombre de dessertes de la ligne est augmenté et l'ensemble des trains rendu omnibus, mais les gares de Jatxou et Louhossoa ne sont alors plus desservies par leur unique aller-retour quotidien.

## Service des voyageurs

### Accueil
La gare de Jatxou était une halte SNCF, un point d'arrêt non géré (PANG) à accès libre. Elle dispose d'un quai avec un abri.
L'accès s'effectue par le passage à niveau numéro 11 situé en bout de quai.

### Desserte
Jatxou était desservie par des trains TER Nouvelle-Aquitaine de la relation Bayonne - Saint-Jean-Pied-de-Port. 
Néanmoins, dans le cadre d'une augmentation des circulations entre Bayonne et Cambo, certains arrêts ne sont plus desservis à partir de décembre 2019. Ce serait le cas de la gare de Jatxou, mais aussi celles de Louhossoa.

#### Chiffres clés
La gare de Jatxou était desservie par un unique aller-retour tous les jours sauf les dimanches et jours de fête. En 2016 elle a vu transiter 23 voyageurs seulement (notamment en raison du fait que la gare d'Ustaritz, à seulement 1 500 m, est mieux desservie et localisée).